# مارتین ساموئلسن
مارتین ساموئلسن (انگلیسی: Martin Samuelsen؛ زادهٔ ۱۷ آوریل ۱۹۹۷) بازیکن فوتبال اهل نروژ است.
از باشگاه‌هایی که در آن بازی کرده‌است می‌توان به باشگاه فوتبال وستهام یونایتد، باشگاه فوتبال منچستر سیتی، باشگاه فوتبال برتون آلبیون، و باشگاه فوتبال پیتربورو یونایتد اشاره کرد.
وی همچنین در تیم‌های ملی فوتبال زیر ۲۱ سال نروژ، و نروژ بازی کرده‌است.